# 普羅夫迪夫市鎮
42°08′36″N 24°45′04″E / 42.143365°N 24.751032°E

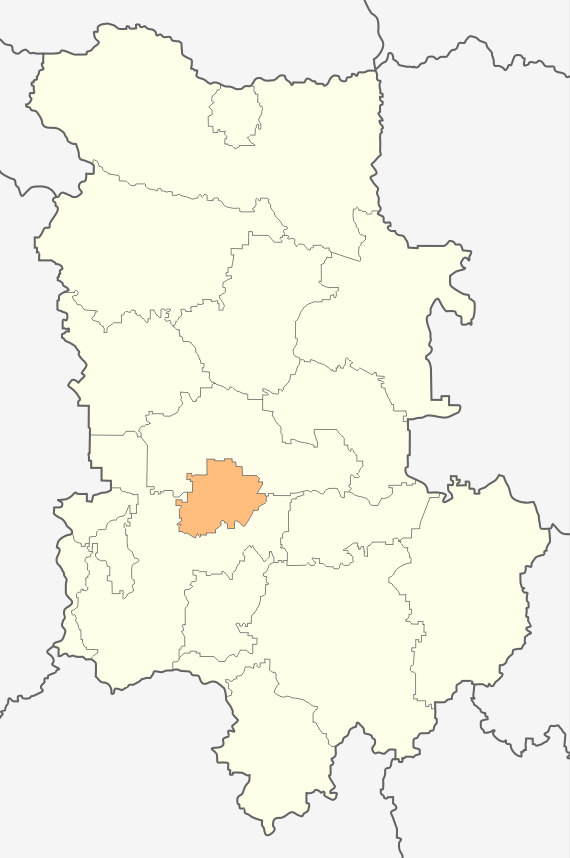

普羅夫迪夫市，是保加利亞的城鎮，位於該國中部，由普羅夫迪夫州負責管轄，首府設於普羅夫迪夫，面積101.98平方公里，人口368,983，人口密度每平方公里3,618.2人。